# Echinuria uncinata
Echinuria uncinata är en rundmaskart som först beskrevs av Rudolphi 1819.  Echinuria uncinata ingår i släktet Echinuria och familjen Acuariidae. Inga underarter finns listade i Catalogue of Life.